# 徐智 (明朝)
徐智（？—？），直隸華亭小蒸（今青浦區）人，明朝内阁首辅徐阶叔祖，终生无后。

## 生平
徐階曾祖徐贤四子，由于四代同堂，徐家拥挤不堪，與二哥徐義不得不搬到外面居住。